# Asystasia scandens
Az Asystasia scandens az ajakosvirágúak (Lamiales) rendjébe és a medvekörömfélék (Acanthaceae) családjába tartozó faj.

## Előfordulása
Az Asystasia scandens előfordulási területe Afrika nyugati részein van. Guineában, Liberiában, Sierra Leonéban és a Kongói Köztársaságban őshonos növényfaj.
Néhol dísznövényként tartják.

## Források

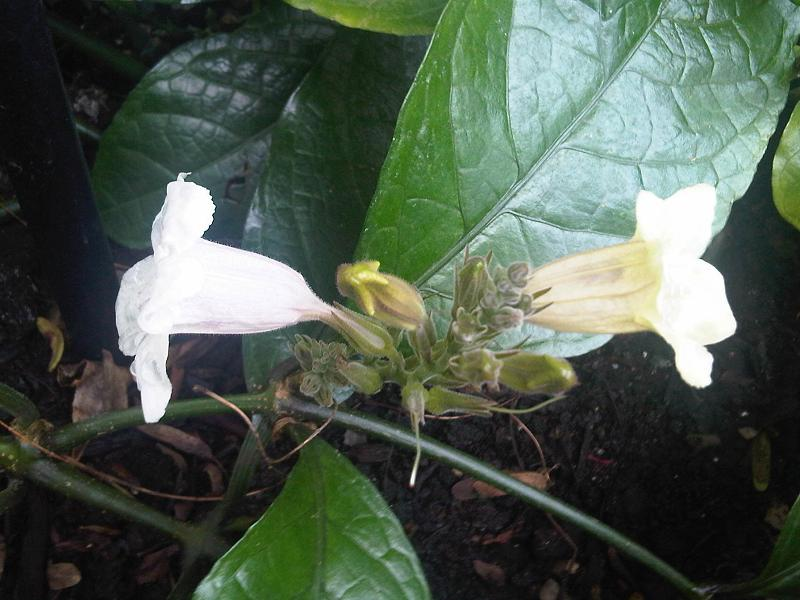
Virágai

## Megjelenése
Évelő növény, amely kis cserjévé vagy bokorrá növi ki magát. A nagy levelei szélesen lándzsások. A virágai 5-7,6 centiméter hosszúak; színezetük a fehértől a liláig változik és virágzatokba tömörülnek.